# Estación de Nava del Rey
Nava del Rey es una estación ferroviaria situada en el municipio español de Nava del Rey en la provincia de Valladolid, comunidad autónoma de Castilla y León. Cuenta con servicios de Media Distancia operados por Renfe.

## Situación ferroviaria
La estación se encuentra en el punto kilométrico 16,049 de la línea férrea de ancho convencional que une Medina del Campo con Zamora a 746,5 metros de altitud, entre las estaciones de Medina del Campo y de Toro. El tramo es de vía única y está sin electrificar.

## Historia
La estación fue inaugurada el 3 de junio de 1863 con la puesta en marcha del tramo Medina del Campo – Nava del Rey de la línea Medina del Campo - Zamora. Su explotación inicial quedó a cargo de la Compañía de Medina del Campo a Zamora quien rápidamente se convirtió en Compañía del Ferrocarril de Medina a Zamora y de Orense a Vigo o MZOV con las obras del tramo Orense - Vigo que unido al anterior culminaría posteriormente con la conexión de Galicia con la Meseta. En 1928, los graves problemas económicos que sufrían las empresas que gestionaban las líneas férreas del oeste español llevaron al estado a la nacionalización de las mismas y a su agrupación en la Compañía Nacional de los Ferrocarriles del Oeste. Oeste conservó la propiedad de la estación hasta su integracióne en RENFE en 1941.
Desde el 31 de diciembre de 2004 Renfe Operadora explota la línea mientras que Adif es la titular de las instalaciones ferroviarias.

## La estación
Nava del Rey posee un edificio de viajeros de planta rectangular y un solo piso salvo en su parte central donde cuenta con un segundo piso. Está adornada con hasta once arcos que permiten el acceso al recinto que ha sido repintado de color rosa en su última restauración. Dispone de dos andenes uno lateral y otro central al que acceden tres vías. El central es estrecho y carece de uso. Por su parte el lateral tiene la particularidad de no situarse al mismo nivel que el edificio para viajeros lo que obliga al uso de una pequeña escalera para acceder al mismo.

## Servicios ferroviarios

### Media Distancia
Renfe presta servicios de Media Distancia gracias sus trenes Regional Exprés en el trayecto que une Valladolid con Puebla de Sanabria.
| Línea MD | Servicio        | Origen/Destino          | Paradas intermedias | Destino/Origen     |
| -------- | --------------- | ----------------------- | --- | ------------------ |
| 18       | Regional Exprés | Valladolid-Campo Grande | Viana de Cega · Valdestillas · Matapozuelos · Pozaldez · Medina del Campo · Nava del Rey · Toro · Zamora · Carbajales de Alba · Ferreruela de Tábara · Abejera · Sarracín de Aliste · Cabañas de Aliste · Linarejos-Pedroso | Puebla de Sanabria |